# 스네이크 아이 (1998년 영화)
《스네이크 아이》(영어: Snake Eyes)는 미국에서 제작된 브라이언 드 팔마 감독의 1998년 범죄, 드라마, 미스터리, 스릴러 영화이다. 니콜라스 케이지, 게리 시나이즈, 칼라 구기노가 주연으로 출연하였고 브라이언 드 팔마가 제작에도 참여하였다.

## 줄거리
열대성 폭풍이 불던 밤, 부패하고 허풍선이인 애틀랜틱시티 경찰 형사 릭 산토로는 폐쇄될 예정인 지역 경기장에서 헤비급 챔피언 링컨 타일러와 도전자 호세 파시피코 루이즈 간의 권투 경기를 관람한다. 그는 어릴 적부터 가장 친한 친구인 미국 해군 사령관 케빈 던과 만난다. 케빈은 미국 국방부와 협력하여 노퍽, 버지니아주를 방문한 후 국방장관 찰스 커클랜드와 경기장 책임자 길버트 파월을 경기에 호위하고 있었다.
1라운드가 시작될 때, 케빈은 루비 반지를 낀 매력적인 빨간 머리 세레나에게 정신이 팔려 자리를 비우고, 그 자리는 백금 금발 머리와 흰색 새틴 슈트를 입은 신비한 여자 줄리아 코스텔로가 차지한다. 루이즈가 예상치 못하게 타일러를 쓰러뜨리자, 총성이 울리고 커클랜드는 치명상을 입고 줄리아는 스쳐 지나가 안경과 금발 가발을 잃고 원래의 검은 머리를 드러낸다. 케빈은 저격수를 죽이고 경기장을 봉쇄하라고 명령한다. 봉쇄에도 불구하고 줄리아는 카지노로 도망쳐 블라우스 조각으로 상처를 가리고 검은 새틴 재킷을 훔쳐 변장한다.
릭은 쓰러진 줄 알았던 타일러가 총성 소리에 즉시 깨어나는 것을 알아차리고, 경기 테이프를 연구한 후 쓰러뜨린 펀치가 맞지 않았다는 것을 깨닫는다. 타일러는 도박 빚을 갚기 위해 경기를 조작했다고 고백하지만, 누구도 죽을 것이라고는 듣지 못했다고 말하며 케빈을 자리에서 떠나게 속인 빨간 머리 세레나가 자신에게 돈을 주고 경기를 조작하게 했다고 밝힌다. 타일러, 세레나, 저격수, 그리고 타일러에게 쓰러지라고 신호를 보낸 남자와 그에게 승낙을 한 사람이 연루된 상황에서 릭은 음모를 의심한다. 그는 자신이 알아낸 모든 것을 케빈에게 밝히고, 케빈은 노퍽 방문이 파월의 회사가 후원하는 에어가드 미사일 방어 시스템을 테스트하기 위한 것이었다고 고백한다. 그는 저격수, 즉 알려진 팔레스타인 테러리스트 타릭 벤 라바트가 펜타곤의 이스라엘과의 대규모 방위 협력 및 무기 시스템 이전 때문에 커클랜드를 암살했다고 추론한다.
릭은 세레나를 찾기 위해 감시 영상을 연구하고 케빈은 파월의 보안 요원들의 도움을 받아 줄리아를 계속 찾는다. 그러나 그들이 헤어진 후, 케빈이 사실은 다섯 번째 관련자이자 음모의 주모자라는 것이 밝혀진다. 그는 그의 부하인 세레나와 자이츠(타일러에게 쓰러지라고 신호를 보낸 남자)를 죽여 더 이상의 연루를 막고, 그의 경호원들의 도움을 받아 그들의 시신을 숨긴다. 케빈은 타일러에게 진실을 밝히며 타일러를 끌어들인다.
줄리아는 호텔의 음흉한 손님인 네드 캠벨을 유혹하여 그의 방에 숨는다. 릭과 케빈은 동시에 이를 발견하고 추격하지만, 릭이 먼저 그녀에게 도달하여 보호한다. 줄리아는 자신이 에어가드 테스트를 담당했던 분석가였으며, 미사일 방어 시스템이 작동하지 않는데도 작동하는 것처럼 보이게 하기 위해 결과가 위조되었다는 것을 발견했다고 고백한다. 시스템은 실패했고, 그녀는 커클랜드에게 이 기만에 대해 제보했다. 그러나 케빈은 그녀의 행동을 발견하고 라바트의 테러리스트 배경을 이용하고 그에게 국방장관을 죽이게 한 다음 즉시 자신도 죽게 함으로써 그녀와 커클랜드 둘 다를 죽이기 위한 전체 음모를 계획했다. 릭은 케빈의 연루를 발견하고, 처음에는 믿기를 거부했지만 진실을 받아들인다. 줄리아를 창고에 숨긴 후, 릭은 새로운 플로팅 카메라의 영상을 조사하고 친구의 연루 증거를 발견한다.
케빈은 릭에게 대면하여 자신의 동기가 USS 렌빌에서 이라크 미사일 공격 후 배가 침몰하는 것을 막기 위해 케빈이 28명의 사람들을 익사시켜야 했던 사건과 유사하게 더 이상의 미군 함정 공격을 막기 위한 것이었다고 고백한다. 그는 릭에게 줄리아의 위치를 대가로 백만 달러를 제안한다. 릭이 줄리아가 아무 잘못도 하지 않았다고 말하며 거부하자, 케빈은 타일러에게 릭을 때리게 하지만 릭은 여전히 굴복하지 않는다. 케빈은 릭에게 추적기를 심고 허리케인이 애틀랜틱시티를 강타할 때쯤 창고로 그를 따라간다. 보드워크에 해일이 닥치자, 릭은 이를 이용하여 줄리아를 밖으로 데리고 나가고, 릭의 제보를 받은 경찰이 기다리고 있다가 케빈이 총을 쏘는 것을 목격한다. 경찰과 뉴스 팀을 피할 수 없게 되자, 줄리아가 용의자라고 항변함에도 불구하고 케빈은 생방송 뉴스 피드에서 자살한다.
릭은 나중에 영웅으로 칭송받지만, 언론은 곧 그의 부패를 밝혀내고 그는 직업, 애인, 가족을 잃는다. 감옥에 가기 전, 릭은 보드워크에서 줄리아를 만난다. 그녀는 파월이 그의 회사를 완전히 재편하고 에어가드를 폐기하기 때문에 그의 도움에 감사한다. 릭은 12개월에서 18개월 후에 출소하면 그녀에게 전화하겠다고 약속한다. 결국, 세레나의 루비 반지는 새로운 파월 밀레니엄 경기장의 콘크리트 기둥 중 하나에 박혀 있는 것이 보인다.

## 출연
- 니콜라스 케이지 - 릭 센토로
- 게리 시나이즈 - 케빈
- 칼라 구기노 - 줄리아
- 존 허드 - 포웰
- 스탠 쇼 - 타일러
- 케빈 던 - 로건
- 마이클 리스폴리 - 지미
- 조엘 파비아니 - 국방장관
- 루이스 구즈만 - 사일러스
- 데이빗 안소니 히긴스 - 네드 캠벨
- 타마라 투니 - 방송 기자
- 칩 치엔 - 미키

## 기타
- 협력프로듀서: 크리스 솔도
- 미술: 앤 프리처드
- 특수효과: 에릭 브레빅
- 의상: 오뎃 가도리
- 배역: 메리 콜크호운

## 한국어 더빙 성우진

### KBS (2001년 9월 22일)
- 이정구 - 릭 샌토로(니콜라스 케이지)
- 오세홍 - 케빈 던(게리 시니즈)
- 차명화 - 줄리아 코스텔로(칼라 구지노)
- 이봉준 - 링컨 타일러(스탠 쇼)
- 문관일 - 네드 캠벨(데이빗 안소니 히긴스) / 월트 맥간(마이크 스타)
- 윤기황 - 미키 엘터(칩 지엔)
- 윤병화 - 흑인 심판(케니스 글레그) / 보안 직원(마크 카마초) / 관람객(칩 취프카)
- 임성표 - 루 로건(케빈 던) / 지미 조지(마이클 리스폴리) / 찰스 커클랜드 국방장관(조엘 파비아니)
- 김정주 - 라운드 걸(크리스티나 풀턴)
- 박규웅 - 길버트 파웰(존 허드)
- 조유연 - 방송 기자(타마라 투니)
- 성완경 - 호세 퍼시피코 루이즈(아담 플로레스)
- 석원희 - 요원(리차드 레미에)
- 은영선 - 세레나(제인 하이트메이어)
- 류다무현 - 고든(피터 맥로비) / 사일러스(루이스 거스만)

### SBS (2006년 1월 14일)
- 성완경 - 릭 샌토로(니콜라스 케이지)
- 강구한 - 케빈 던(게리 시니즈)
- 홍승섭 - 길버트 파웰(존 허드)
- 함수정 - 줄리아 코스텔로(칼라 구지노)
- 송준석 - 링컨 타일러(스탠 쇼)
- 성창수
- 서광재
- 장호비
- 정승욱
- 원호섭
- 윤세웅
- 김정아
- 임주현